# 朝比奈ハル
朝比奈 ハル（あさひな はる、1985年1月1日 - ）は、日本のAV女優。東京都出身。

## 人物・来歴
- 身長：167cm。
- スリーサイズはB86・W64・H86、Dカップ。
- 趣味・特技：バスケットボール。

## 作品

### アダルトビデオ
2005年
- CHEERS!8（7月29日、h.m.p）
- 美人グラビアアイドルがレズ監督（9月2日、ホットエンターテイメント）
- HIGH SCHOOL FUCK（9月2日、アイデアポケット）
- 競泳水着を着たままで（9月22日、TMA）
- ONLY☆FUCK 3（10月14日、ゴリラプロジェクト）
- 制服着たままFUCK 2（11月11日、TMA）

2006年
- 真昼のヌレヌレお姉さま 5（1月26日、クリスタル映像）
- 危ないナースコール（1月31日、LEO）
- 魅惑のランジェリーパブ（3月21日、V&Rプロダクツ）
- スーパーGスポットSP VOL.25（3月26日、クリスタル映像）
- 新任女教師オナペット（5月12日、LEO）
- 美脚中出し2（6月27日、隼エージェンシー）
- 女子大性活 VOL.06（7月5日、ジャネス）
- 初めての真正中出し 朝比奈ハル（7月24日、モブスターズ）
- ナンパ強姦 ナンパされて無理やり犯された7人のギャル（8月10日、隼エージェンシー）
- 近親強姦5 私、お父さんに無理やり犯されました（9月10日、隼エージェンシー）
- デジモ痴女（10月30日、LEO）
- HSFDX8 HIGH SCHOOL FUCK DX8 4時間（11月1日、アイデアポケット）

2007年
- 立ちバック最高!もっと奥まで32人!!（2月24日、LEO）
- 女教師&女医ベストセレクション（3月30日、LEO）
- LEO BEST GIRLS COLLECTION Vol.8（3月30日、LEO）
- MOB真正中出しスッペシャル3&初収録!18歳の真正中出し 雛子ひな（4月25日）
- TEN GAL’S WET2 透けピタおっぱい、ずぶ濡れアクメ。（4月27日、ルミナス企画）

2008年
- 極選4時間 女子大生狩り（6月13日、クリスタル映像）
- MOB真正中出しコレクション ～元祖!半中半外スペシャル～（7月7日、モブスターズ）